# 쿵엘브

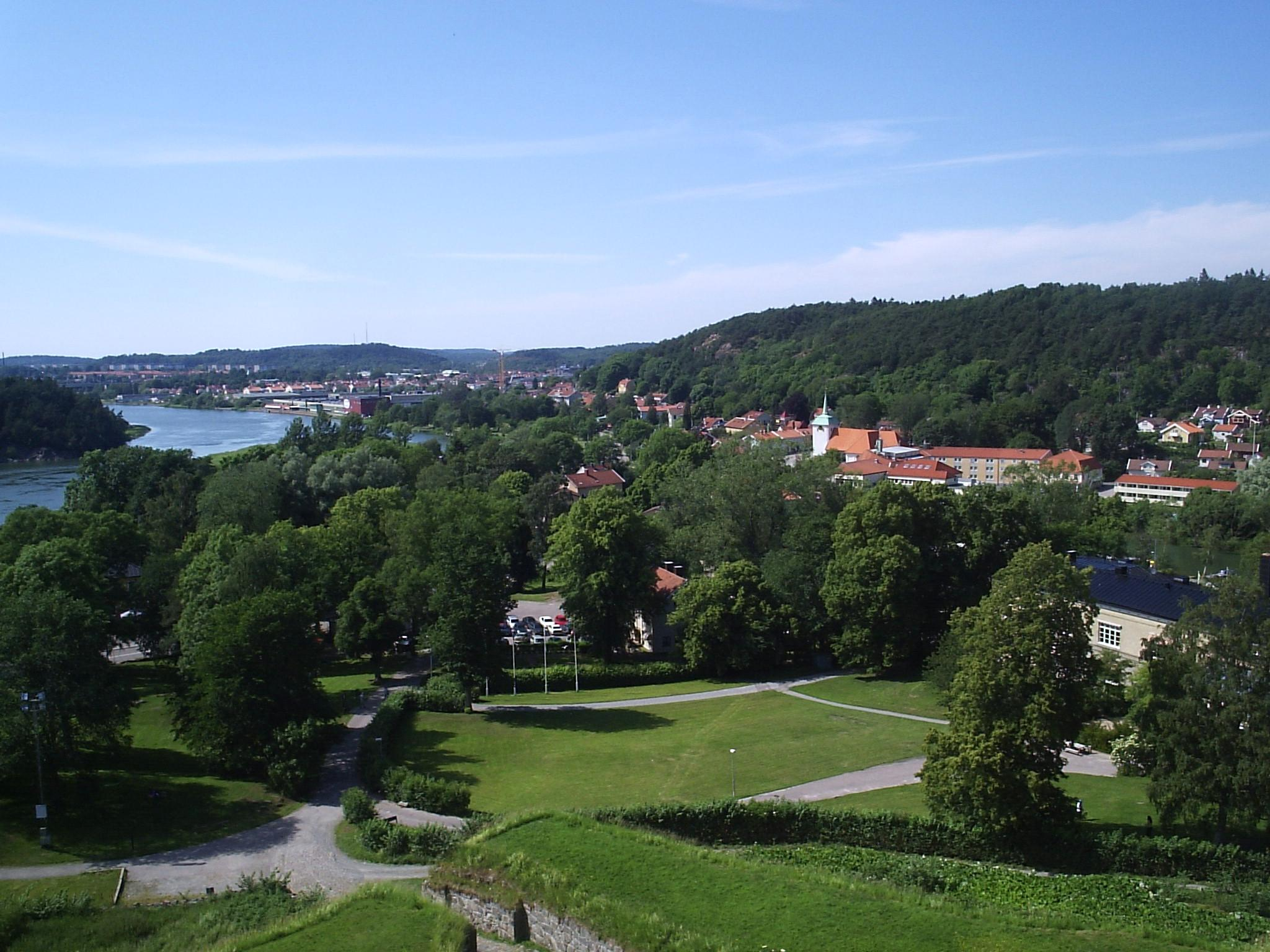

쿵엘브(스웨덴어: Kungälv)는 스웨덴의 베스트라예탈란드주에 있는 도시이다. 2010년 기준으로 도시 인구는 22,768명이다.

## 유명 인물
- 카린 코크 : 여자 프로 골프 선수
- 폰투스 베른블롬 : 프로 축구 선수